# Alessandro Coletti
Alessandro Coletti (Roma, 14 marzo 1940 – 12 marzo 2014) è stato uno scrittore e giornalista italiano.

## Biografia
Nato e vissuto a Roma, si diplomò presso il liceo Visconti e si laureò in giurisprudenza presso l'Università La Sapienza. Si dedicò in anni giovanili al giornalismo di forte impegno sociale e politico, con particolare attenzione ai temi dei diritti civili e delle libertà dei cittadini, di cui trattò nei volumi Storia del divorzio in Italia (La nuova sinistra - Samonà e Savelli – Roma 1970, che ha registrato varie edizioni e nell'anno accademico 1970-1971 è stato adottato presso la cattedra di Sociologia della famiglia all'Università di Trento); Anarchici e Questori (Marsilio – Venezia 1971); L'obiezione di coscienza (Feltrinelli – Milano 1973); La questione meridionale (SEI, Torino 1973, che ha registrato 16 edizioni ed è stato adottato in vari istituti di istruzione secondaria); Umberto Terracini, sulla svolta (a cura di Alessandro Coletti, La Pietra Milano 1975), Umberto Terracini – Al bando dal partito (a cura di Alessandro Coletti, La Pietra Milano 1976); Il governo di Ventotene (La Pietra Milano 1978); Mafie (SEI, Torino 1995). Ha pubblicato articoli, saggi e libri di inchiesta e denuncia soprattutto negli anni settanta (molti dei quali ancora editi o comunque reperibili), specialmente sui diritti civili e le questioni legate alla giustizia.
In seguito si interessò di biografie: La regina di Napoli (De Agostini – Novara 1986) e Il Principe di Sansevero (De Agostini – Novara 1988) e di una serie di guide legate ai suoi viaggi: Costiera Amalfitana (De Agostini – Novara 1997); Gargano e isole Tremiti (De Agostini – Novara 1997); Napoli – Pompei ed Ercolano (De Agostini – Novara 1999); Alla scoperta dell'Italia: Calabria e Basilicata (Selezione dal Readers's Digest, Milano 1999); Alla scoperta dell'Italia: Puglia (Selezione dal Readers's Digest, Milano 1999).
Scrisse per il quindicinale L'Astrolabio fondato da Ferruccio Parri, il settimanale Aut e il mensile La prova radicale. Collaborò altresì come editor per la collana di libri Il filo rosso diretto da Lelio Basso e, come collaboratore esterno, per la sezione storico-giuridica dell'Enciclopedia Italiana. Grande appassionato di musica lirica e di storia dell'arte, viaggiò in particolare attraverso il sud Italia, soprattutto in Puglia, nel Salento, e coltivò grande interesse per l'India e le culture orientali, che si risolse in alcuni viaggi di studio attraverso il subcontinente indiano e nella collaborazione con la biblioteca del Bhaktivedanta Institute (Bibliothè, Roma).
Pubblicato postumo nel settembre 2014 dall'editore Grifo di Lecce, a cura di Michele Rizzo, "Il caso Cuocolo" rievocazione romanzata dell'assassinio dei coniugi Cuocolo, avvenuto a Napoli nel 1906, in cui l'autore descrive luoghi ed avvenimenti del primo maxi processo 
alla camorra.